# Prélude en ut mineur de Bonis
Pour l’article homonyme, voir Prélude en ut mineur, BWV 999.
Le Prélude en ut mineur, op. 140, est une œuvre de la compositrice Mel Bonis, datant de 1906.

## Composition
Mel Bonis compose son Prélude en ut, sous-titrée Prière, Andante religioso pour orgue à pédales. L'œuvre, datée de 1906, est publiée en 1933 par les éditions Carrara. Elle est rééditée sous le titre « Preghiera in do min. » par la même maison en 1971, puis par les éditions Armiane en 2011.

## Analyse
Le Prélude en ut mineur est la première œuvre pour orgue datée de la compositrice. La pièce est de caractère funèbre ou tragique, avec un motif initial composé de trois notes qui évoque l'univers de César Franck et notamment le début de sa Symphonie en ré mineur. Le titre de l'œuvre est très en vogue pour l'époque.

## Sources
- Étienne Jardin, Mel Bonis (1858-1937) : parcours d'une compositrice de la Belle Époque, 2020 (ISBN 978-2-330-13313-9 et 2-330-13313-8, OCLC 1153996478, lire en ligne)